# In Berlin
Az In Berlin Bonnie Tyler énekesnő duplalemezes koncertalbuma, amelyet a berlini Admiralspalastban rögzítettek 2019. május 8-án az énekesnő Between the Earth and the Stars  lemezbemutató európai turnéjának keretében. Az akkori új album dalai mellett örökzöld slágerei is, mint az It’s A Heartache, Total Eclipse Of The Heart és a Holding Out for a Hero is felcsendültek.
Ez a kiadvány Bonnie harmadik koncertalbuma, ami megjelent karrierje során, a 2006-os LIVE, illetve a 2011-es Bonnie Tyler Live in Germany 1993 után. Bár előbbi kettőből DVD is készült, az In Berlin csak CD-n jelent meg. A turné videóanyagát a párizsi L'Olympia Hallban rögzítette a Canal+ TV csatorna a OlympiaTv részére, amely adásba is került 2022. decemberében.

## Történet
Bonnie Tyler 2018-ban szerződött le a német Edel Records (earMusic) kiadóhoz. A szerződése két stúdióalbum és egy élő kocnertalbum kiadására szólt. Az első album 2019 márciusában jelent meg Between the Earth and the Stars címmel. Az albumonra Bonnie régi barátai, David Mackay és Kevin Dunne is írt dalokat. Illetve Barry Gibb valamint három dalt Amy Wadge (Ed Sheeran, Camilla Cabello, Kylie Minogue, Pink) is szerzett. Továbbá olyan előadókkal énekelt duettet a lemezen, mint  Rod Stewart, Cliff Richard és Francis Rossi (Status Quo). A lemez Európa több országában is a TOP40-be került és remek értékeléseket kapott. A lemezbemutató turné keretén belül 23 városban lépett fel másfél hónap alatt. Ezzel az albummal és a turnéval Bonnie az 50 éves zeneiparban eltöltött karrierjét is ünnepelte. Ennek kapcsán rögzítették Berlinben, az Admiralspalastban a koncert hanganyagát. A közel 90 perces koncerten 17 dal hangzott el.
Bonnie Tyler először az önéletrajzi könyvében említette meg, hogy hamarosan egy live albumot ad ki. 2023-as szilveszteri délutáni rajongóknak írt jókívánságai mellett pedig bejelentette, hogy In Berlin címmel 2024 tavaszán érkezik a koncertalbuma.
Bonnie Tyler az album megjelenésének napján egy hangüzenetet osztott meg, amelyben azt mondta: 
Nem olyan régen jelent meg Between The Earth and The Stars című albumom. Pályafutásom egyik legnagyobb turnéja volt. Felléptem Hollandiában, Belgiumban, Franciaországban. Luxemburgban, Ausztriában, Svájcban és természetesen Németországban is. Az Admiralspalast csodálatos hely, az évek során énekeltem már ott néhányszor. Nagyszerű érzés, hogy végre megjelent ez az album és egyben keserédes, hiszen nemsokkal a járvány kezdete előtt vettük fel. Örülök, hogy az élőzenei szcéna mára nagyjából helyreállt. Nagyon remélem hogy az emberek élvezni fogják ezt az albumot - nagyszerű előadás volt, mesés hangulattal. Remélem élvezitek. 

## Kritika
Az első kritikát a Spill Magazin hozta le, rögtön a megjelenés napján. 10-ből 9 pontot kapott így összességében 4,5 csillagos értékelést kapott. Érvelésük szerint ezt a koncertalbumot, a korábbi live albumaival szemben azt teszi különlegessé, hogy több mint egy sláger gyűjtemény. Az album erős, és tele van az előadáshoz passzoló dalokkal. Bonnie jól adja elő a dalokat és kifejezetten jó hallgatni az új dalait a régi nagy slágereivel keverve. Az Older gyönyörűen szól és méltó befejezése a lemeznek. A Move és a címadó Between the Earth amd the Stars dalok is erőteljesek és más energiát hoznak, mint a stúdiófelvételen. De vannak olyan dalok, amik jobbak így élőben, mint amikor megjelentek lemezen. Ilyen például a The Best vagy a Turtle Blues, amit ugyan Janis Joplin tett híressé, Bonnie mégis megcsinálta a maga verzióját tökéletesen. Az It's A Heartache dallama élőben is szórakoztató, míg a Total Eclipse of the Heart a közönség bevonásával egyszerre szívmelengető és kifejezetten izgalmas. 
Bonnie egy művész, aki rengetek klasszikus és csodálatos albumot készített. Ez a koncertfelvétel is azt mutatja, hogy ő több, mint egy egyszerű előadó, hiszen képes magát és a zenéjét egészen más megvilágításban előadni a színpadon. Lehet, hogy a hangja idővel öregedett, de ez abszolút rendben van. Nagyon tehetséges művész. Az In Berlin pedig újabb bizonyítéka annak, hogy hihetetlenül képes megérinteni a lelkeket dalaival és a hangjával.

## Dalok
| #    | Dalcím                          | Zeneszerző                                | Eredeti album                        | Hossz |      |
| CD 1 | CD 1                            | CD 1                                      | CD 1                                 | CD 1  | CD 1 |
| ---- | ------------------------------- | ----------------------------------------- | ------------------------------------ | ----- | ---- |
| 1    | Flat On The Floor               | Ashley Monroe, Brett James                | Rocks and Honey                      | 5:01  |      |
| 2    | Hold On                         | David Mackay, Kevin Dunn                  | Between the Earth and the Stars      | 4:12  |      |
| 3    | It’s A Heartache                | Ronnie Scott, Steve Wolfe                 | Natural Force                        | 5:01  |      |
| 4    | Seven Waves Away                | Barry Gibb                                | Between the Earth and the Stars      | 4:51  |      |
| 5    | Have You Ever Seen the Rain?    | John Fogerty                              | Faster than the Speed of Night       | 4:41  |      |
| 6    | Move                            | R. Morrison, T. Morrison                  | Between the Earth and the Stars      | 4:22  |      |
| 7    | This Is Gonna Hurt              | Kurt Allison, Kelly Archer, David Fanning | Rocks and Honey                      | 3:36  |      |
| 8    | Let's Go Crazy Tonight          | David Mackay, Richard Klender             | Between the Earth and the Stars      | 4:12  |      |
| 9    | Bad For Loving You              | Amy Wadge                                 | Between the Earth and the Stars      | 3:26  |      |
| CD 2 |                                 |                                           |                                      |       |      |
| 1    | Total Eclipse Of The Heart      | Jim Steinman                              | Faster than the Speed of Night       | 7:37  |      |
| 2    | Between The Earth And The Stars | Richard Wold, John David                  | Between the Earth and the Stars      | 4:31  |      |
| 3    | Faster than the Speed of Night  | Jim Steinman                              | Faster than the Speed of Night       | 6:44  |      |
| 4    | Turtle Blues                    | Janis Joplin                              | Hide Your Heart (Notes from America) | 7:13  |      |
| 5    | Slow Walk                       | Cadd, Belland                             | Between the Earth and the Stars      | 4:01  |      |
| 6    | The Best                        | Holly Knight, Mike Chapman                | Hide Your Heart (Notes from America) | 4:51  |      |
| 7    | Holding Out for a Hero          | Jim Steinman                              | Secret Dreams and Forbidden Fire     | 4:18  |      |
| 8    | Older                           | Amy Wadge                                 | Between the Earth and the Stars      | 3:52  |      |

## Közreműködők

### Zenészek
- Bonnie Tyler – ének
- Matt Prior – gitár
- Ed Poole – basszusgitár
- John Young – billentyűk
- Alex Toff – dobok

### Technikai személyzet
- Matthew Davis – management
- Stefan Lange – turnémenedzser
- Jörg Lengauer – turnémenedzser
- Eike Freese – masterizálás, mix
- Benjamin Lawrenz – felvétel
- Denny Meissner – felvétel
- Tom E Morrison – Front of House mérnök
- Volker Pöckel – monitormérnök
- Mark Scrimshaw – fénytechnika-designer
- Michael Staps – technikai rendező
- Dennis Dackweiler – hangzástechnika
- Johannes Heinicke – fénytechnika
- Daniel Kick – backliner
- Laurin Halberstadt – mérnökasszisztens
- Alexander Mertsch – design, fotózás
- Michael Liebchen – catering
- Christian Liebchen – catering
- Stuart Hughes – merchandising
- Markus Schorn – kamionsofőr
- Stefan Kürsten – turnébuszsofőr